# Мокрячок Попай
«Мокрячок Попай» (англ. Popeye the Slayer Man) — американский фильм ужасов в жанре слэшер, снятый режиссёром Робертом Майклом Райаном и написанный сценаристом Джоном Дуланом. Фильм основан на комиксах художника Элзи Крайслера Сегара про моряка Попая.
Главные роли в фильме исполнили Джейсон Роберт Стефенс, Сара Никлин, Анджела Релусио, Скотт Своуп и Мэйбл Томас.
Премьера фильма в США состоялась 21 марта 2025 года, в России она назначена на 25 сентября того же года.

## Сюжет
Однажды ночью двое наркоторговцев преследуют женщину по имени Эдриенн, которая украла у них кокаин. В ходе погони они забегают в завод по производству консервов. Когда мужчины загоняют девушку в угол, появляется моряк Попай, местная легенда, который потрошит первого торговца, ломает голову второго торговца, а затем убивает и Эдриенн.
На следующий день бизнесмен Лекс Алистер, владеющий тем самым заводом, встречается с Марго Харриган, юристом, которая хочет купить завод с намерением снести его. Харриган делится своими опасениями по поводу того, что завод загрязнял окружающую среду и, как следствие, был закрыт 20 лет назад, однако Алистер не обращает на это внимание. После этого Алистер осматривает завод, в то время как Марго сталкивается с телохранителем Алистера, Ангусом, и из-за испуга теряет важные документы. Когда Алистер и Марго уходят, Ангус находит трупы торговцев, после чего Попай убивает его.
Тем временем студент Декстер отправляется на завод, чтобы снять документальный фильм про Попая. Его сопровождают девушка Оливия, в которую он влюблён, Лиза, Сет и Кэти. Когда они заходят на завод, в здание также проникает ревниный парень Кэти, Джоуи, и два его друга, Джесси и Терри. Пока Кэти остаётся на месте и пытается подключить оборудование наблюдения к видеокамерам Декстера, другие студенты разбиваются на пары, чтобы исследовать здание. Тем временем Харриган также прибывает на завод, чтобы найти свои потерянные документы, но её ловит Попай, который сначала вырывает ей волосы, а затем насмерть давит консервным оборудованием.
Декстер и Оливия осматривают офисы здания и находят засекреченные документы, в которых говорится о некачественном шпинате, выращиваемом на этом заводе. После этого Декстер и Оливия присоединяются к Сету и Лизе и продолжают расследование. Тем временем Кэти натыкается на Попая, и, пытаясь сбежать от него, встречает Джоуи и его друзей. Джесси и Терри нападают на Попая, но тот убивает их, и тогда Джоуи сбегает, оставляя Кэти на растерзание маньяку. Джоуи берёт пистолет Терри и стреляет в Кэти, перепутав её с Попаем, после чего снова убегает, обрекая её на смерть.
После этого Попай продолжает охоту на студентов. Сначала он нападает на Сета, который забегает на крышу и падает с высоты, насадившись на острые железные прутья. Лиза пытается сделать то же самое, однако тоже промахивается и насаживается на прутья. Тем временем Декстер и Оливия находят комнату Попая и понимают, что все эти годы он питался испорченным шпинатом, который даровал ему суперсилу и полностью изувечил его психику. Там же они находят фотографию, на которой изображены жена и дочь Попая, а также газетную вырезку с женщиной Олив Ойл, которая пыталась добиться раскрытия махинаций на заводе, но бесследно исчезла, так и не продвинув дело.
Декстер и Оливия решают раскрыть общественности тайну завода, однако Попай преграждает им путь к выходу. Когда Попай ломает руку Декстеру, Оливия просит его остановиться, и, к удивлению студентов, маньяк подчиняется. Оливия оказывается дочерью Попая и Олив. Оливия пытается вразумить отца, но внезапно на них нападает обезумевший Джоуи. Попай отпускает Декстера и Оливию и вступает в схватку с Джоуи, в ходе которой отрывает ему руку и забивает его ею до смерти. Снаружи Декстер и Оливия встречают выжившую Кэти, которая вызвала полицию. Пока полицейские убирают трупы из здания, Декстер и Оливия замечают в одном из окон здания Попая и обещают помочь ему.
В финале показано, как Алистер заходит на завод и сожалеет о потерянной сделке по застройке, после чего обещает собственноручно снести здание. Внезапно на Алистера нападает Попай и убивает его.

## В ролях
| Актёр                  | Роль            |
| ---------------------- | --------------- |
| Джейсон Роберт Стефенс | моряк Попай     |
| Шон Конуэй             | Декстер         |
| Елена Джулиано         | Оливия          |
| Мэйбл Томас            | Кэти            |
| Джефф Томас            | Сет             |
| Мэри-Луиза Буанье      | Лиза            |
| Стивен МакКормак       | Джоуи           |
| Ричард Скавуло         | Лекс Алистер    |
| Анджела Релусио        | Марго Харриган  |
| Нэйтан Тодаро          | детектив Карузо |
| Скотт Своуп            | Ангус           |
| Сара Никлин            | Эдриенн         |
| Джоэл Фромета          | Мигель          |
| Даг Декер              | Берни           |

## Производство
1 января 2025 года авторские права на моряка Попайя перешли в общественное достояние, а потому в этом же году в разработку были запущены сразу три фильма ужасов про Попайя, в том числе и «Мокрячок Попай».
Режиссёром выступил Роберт Майкл Райан, в то время как сценарий был написан Джоном Дуланом. Райан также занял должность продюсера вместе с Алиссой Блазетти, Кайлом Кервином, Джеффом Миллером, Нэйтаном Тодаро и Александром Такером.
Фильм был снят и смонтирован в штате Нью-Йорк.

## Релиз
Премьера фильма в кинотеатрах и в формате VOD состоялась 21 марта 2025 года. 25 сентября состоится релиз в России.

## Критика
Джиммио из JoBlo.com поставил фильму 6 баллов из 10, сказав: «В сценарии Джона Дулана, а также Кайла Карвина и Джеффа Миллера есть несколько забавных моментов, но в целом фильм кажется немного предсказуемым. Однако в нём есть милые и глупые моменты из истории Попая. И именно тогда Попай становится самым весёлым».
Норман Гидни из HorrorBuzz поставил фильму 6 баллов из 10, сказав: «Он глупый, он нелепый, но, чёрт возьми, он такой, какой есть».